# Myodopsylla nordina
Myodopsylla nordina är en loppart som beskrevs av Traub et Hoff 1951. Myodopsylla nordina ingår i släktet Myodopsylla och familjen fladdermusloppor. Inga underarter finns listade i Catalogue of Life.